# Château-Gontier-sur-Mayenne
Château-Gontier-sur-Mayenne is een fusiegemeente (commune nouvelle) in het Franse departement Mayenne in de regio Pays de la Loire. De gemeente maakt deel uit van het arrondissement Château-Gontier en had op 1 januari 2022 16.539 inwoners. Hiermee is het de op een na grootste stad van Mayenne.

## Geschiedenis
Château-Gontier-sur-Mayenne is op 1 januari 2019 ontstaan door de fusie van de gemeenten Azé, Château-Gontier en Saint-Fort. In 1990 was Château-Gontier al gefuseerd met Bazouges. 

### Château-Gontier
In de eerste jaren van de 11e eeuw werd op een hoogte op de rechteroever van de Mayenne een kasteel gebouwd om dit deel van Anjou te verdedigen tegen Maine en Bretagne. De hertog van Anjou, Foulques III Nerra, gaf het kasteel in leen aan Gontier. Een brug werd gebouwd om de bestaande oversteekplaats over de rivier te vervangen. In de 12e eeuw groeide de stad ook op de linkeroever. De stad kreeg een stadsmuur met een omtrek van 2 km en met drie of vier poorten.
De stad bloeide vanaf de 16e eeuw door de handel op de rivier, die ook watermolens aandreef. Er kwamen leerlooierijen en textielnijverheid. De houten huizen werden voor een groot deel vervangen door stenen exemplaren. In de 17e eeuw kwamen er allerlei overheidsinstellingen in de stad. De stad groeide buiten de middeleeuwse stadsmuren, die in de loop van de 18e en 19e eeuw werden ontmanteld. Ook het vervallen kasteel werd grotendeels afgebroken. 
De kerk Saint-Jean-Baptiste werd gebouwd in de 11e eeuw als kerk van een priorij, gesticht door de benedictijner Abdij Saint-Aubin van Angers. In 1634 vestigden de ursulinen zich in Château-Gontier op vraag van de bisschop van Angers om te voorzien in onderwijs voor meisjes. In 1642 begonnen ze met de bouw van een eigen klooster. Na de Franse Revolutie werd het klooster gesloten maar het werd heropend in 1807. Ook tussen 1905 en 1918 moesten de ursulinen de stad verlaten door het antiklerikale klimaat in Frankrijk. Ze verlieten het klooster definitief in 1965.
In de 19e eeuw groeide de stad door de komst van de spoorweg. Ook het transport over de rivier bloeide en er werden kaaimuren gebouwd. De stad kreeg een ziekenhuis (hôpital Saint-Julien) en er werden nieuwe wijken gebouwd.

## Geografie
De oppervlakte van Château-Gontier-sur-Mayenne bedroeg op 1 januari 2022 68,49 vierkante kilometer; de bevolkingsdichtheid was toen 241,5 inwoners per km².
De Mayenne stroomt door de gemeente.
De onderstaande kaart toont de ligging van Argentonnay met de belangrijkste infrastructuur en aangrenzende gemeenten.

## Bezienswaardigheden
- Kerk Saint-Jean-Baptiste, een 11e-eeuwse romaanse kerk van een priorij en later parochiekerk, met muurschilderingen uit de 11e tot de 13e eeuw.
- Ursulinenklooster, voormalig klooster met kloosterkerk uit de 17e eeuw.
- Musée d’Art et d’Histoire, een museum geopend in 1868 en ondergebracht in een 17e-eeuwse herenwoning.

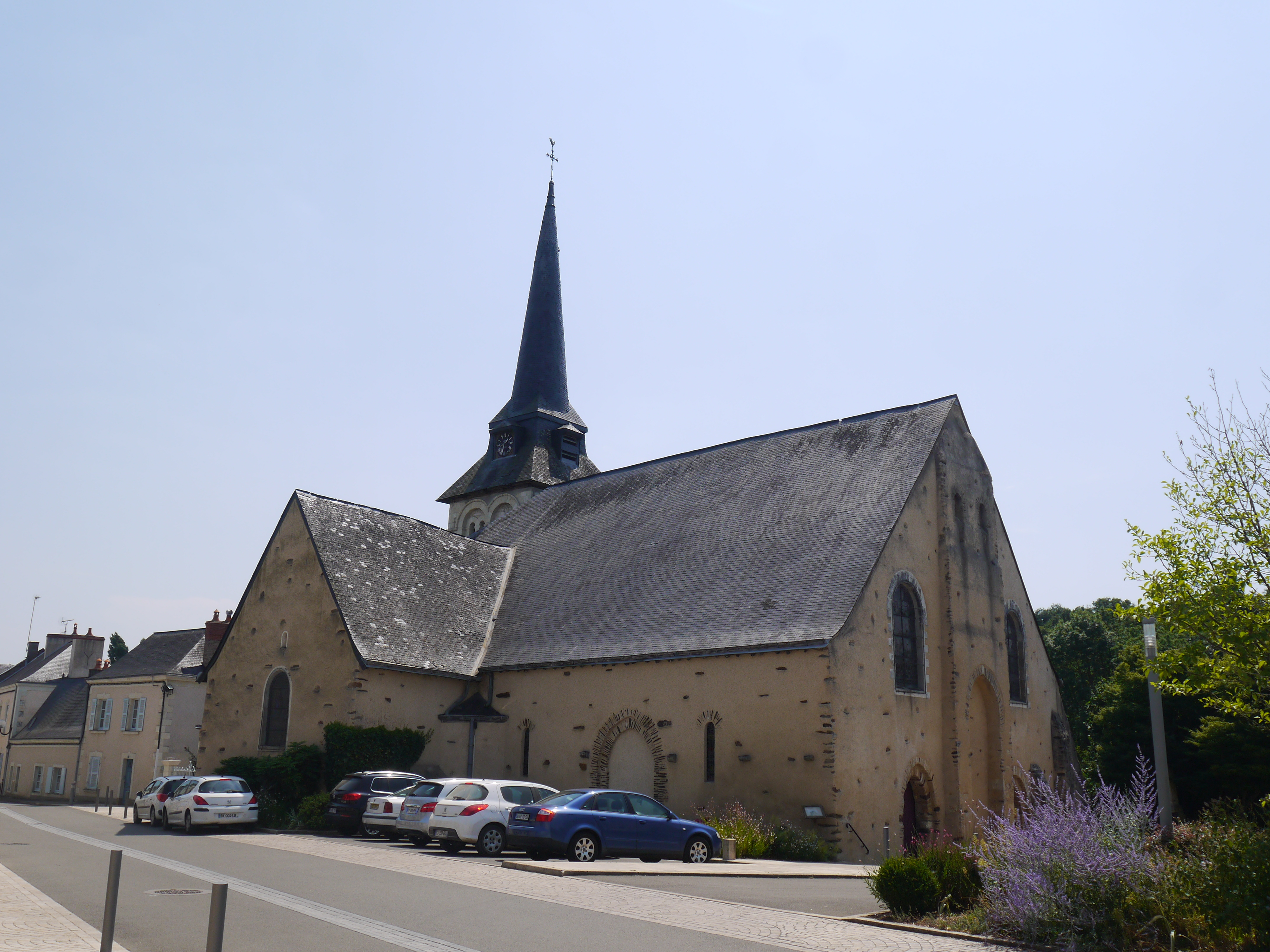
Azé, Église Saint-Saturnin
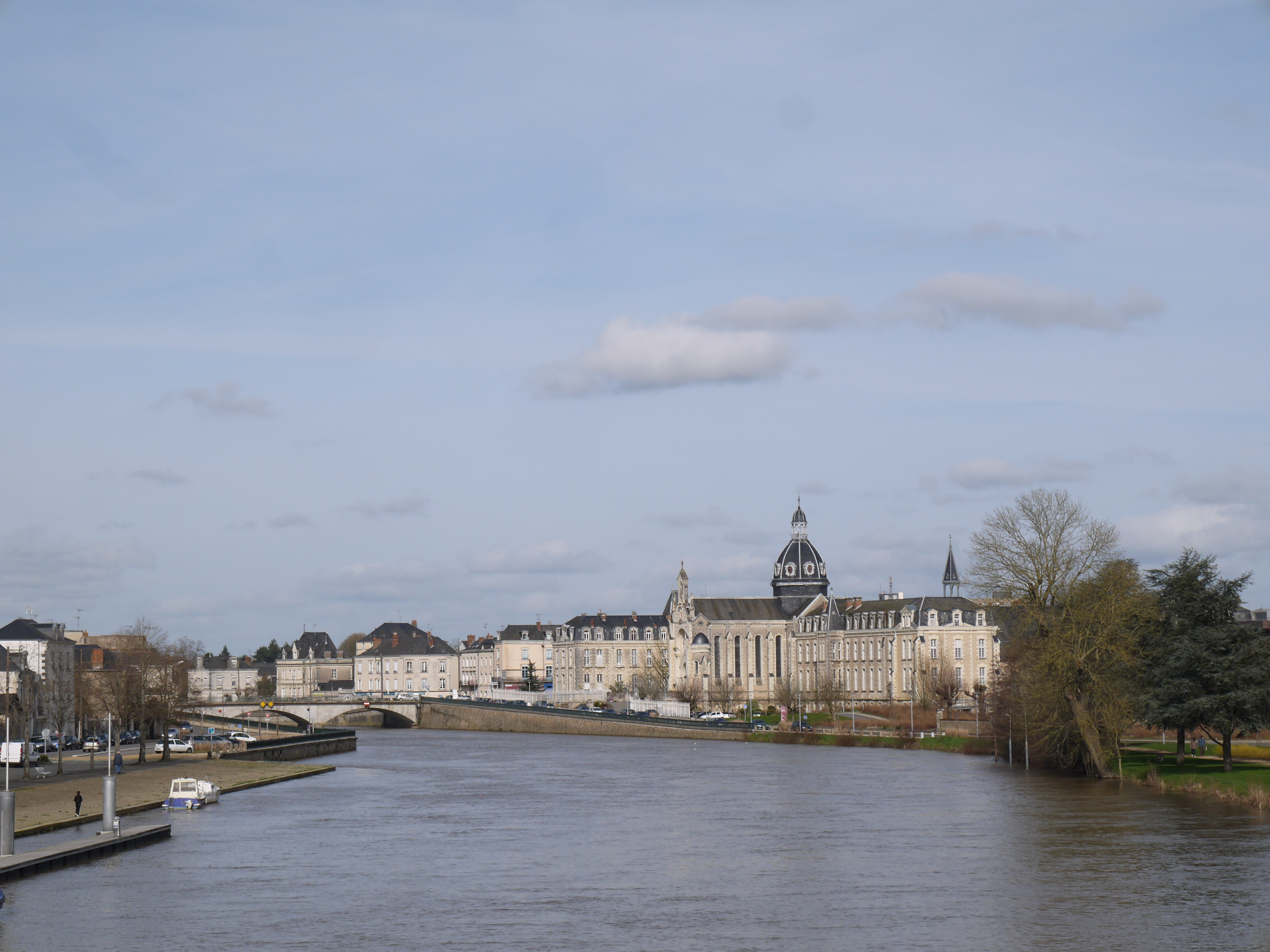
Château-Gontier vanaf de Pont de l'Europe
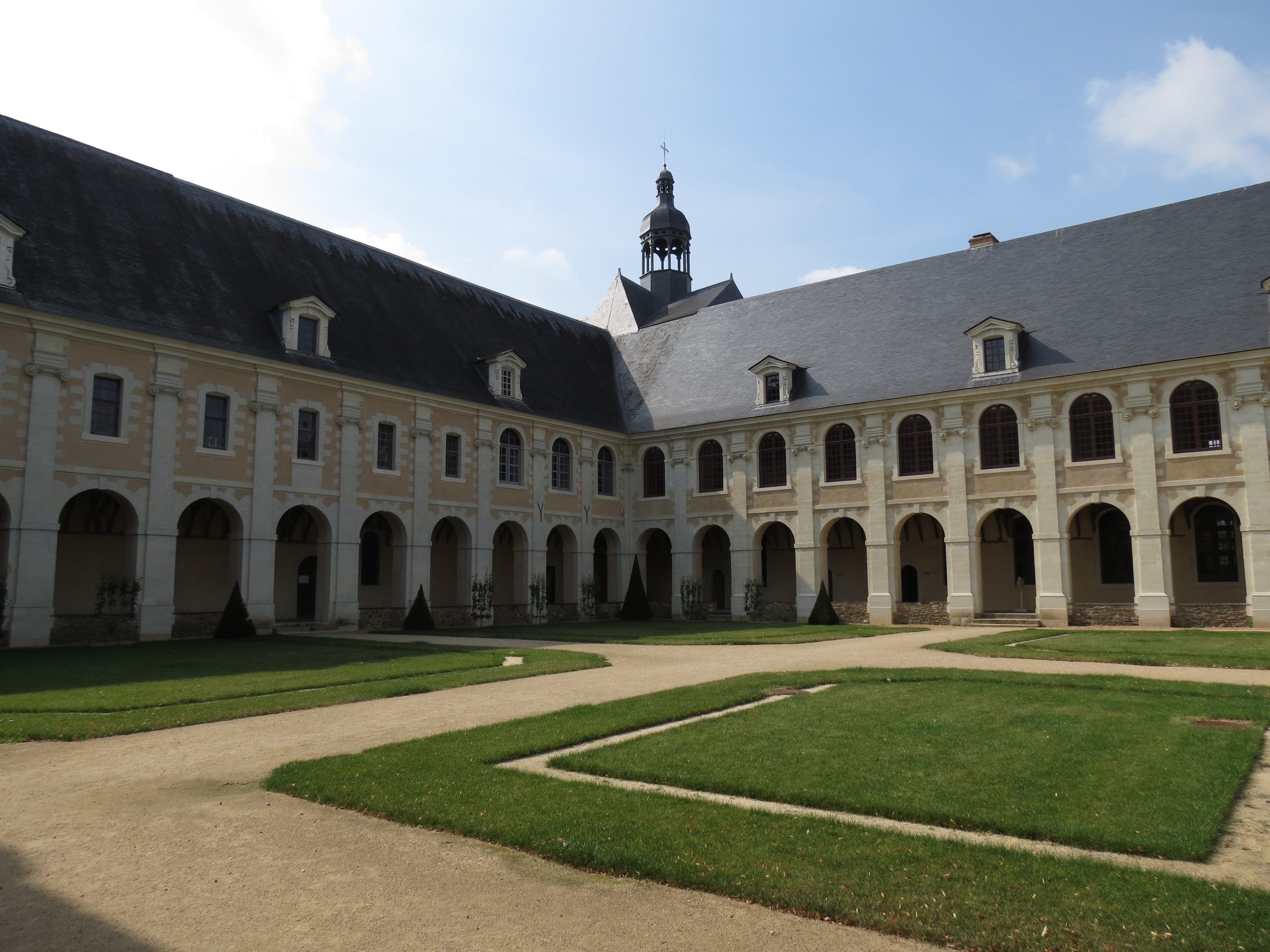
Château-Gontier, Couvent des Ursulines
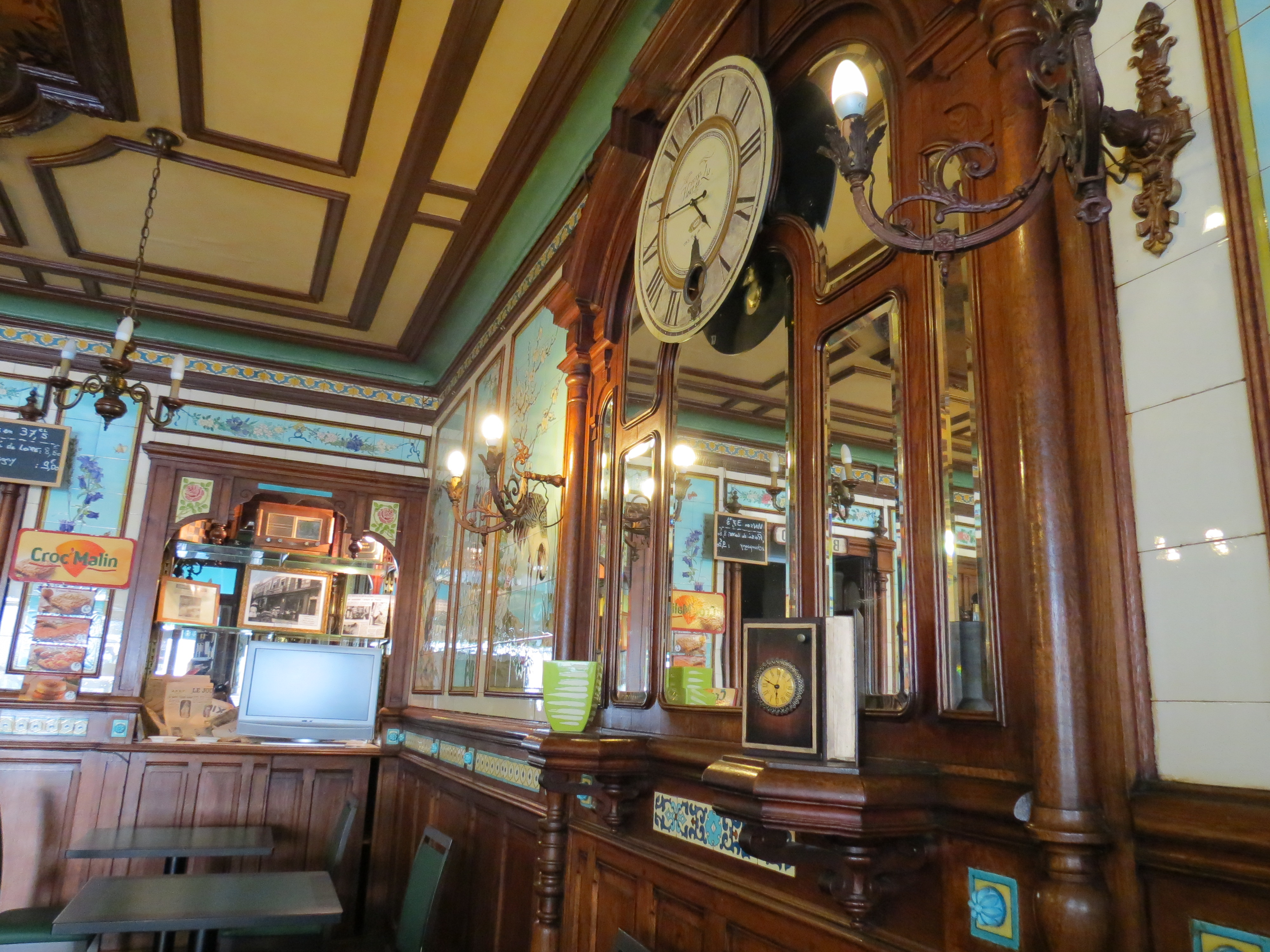
Château-Gontier, Café de la Mairie
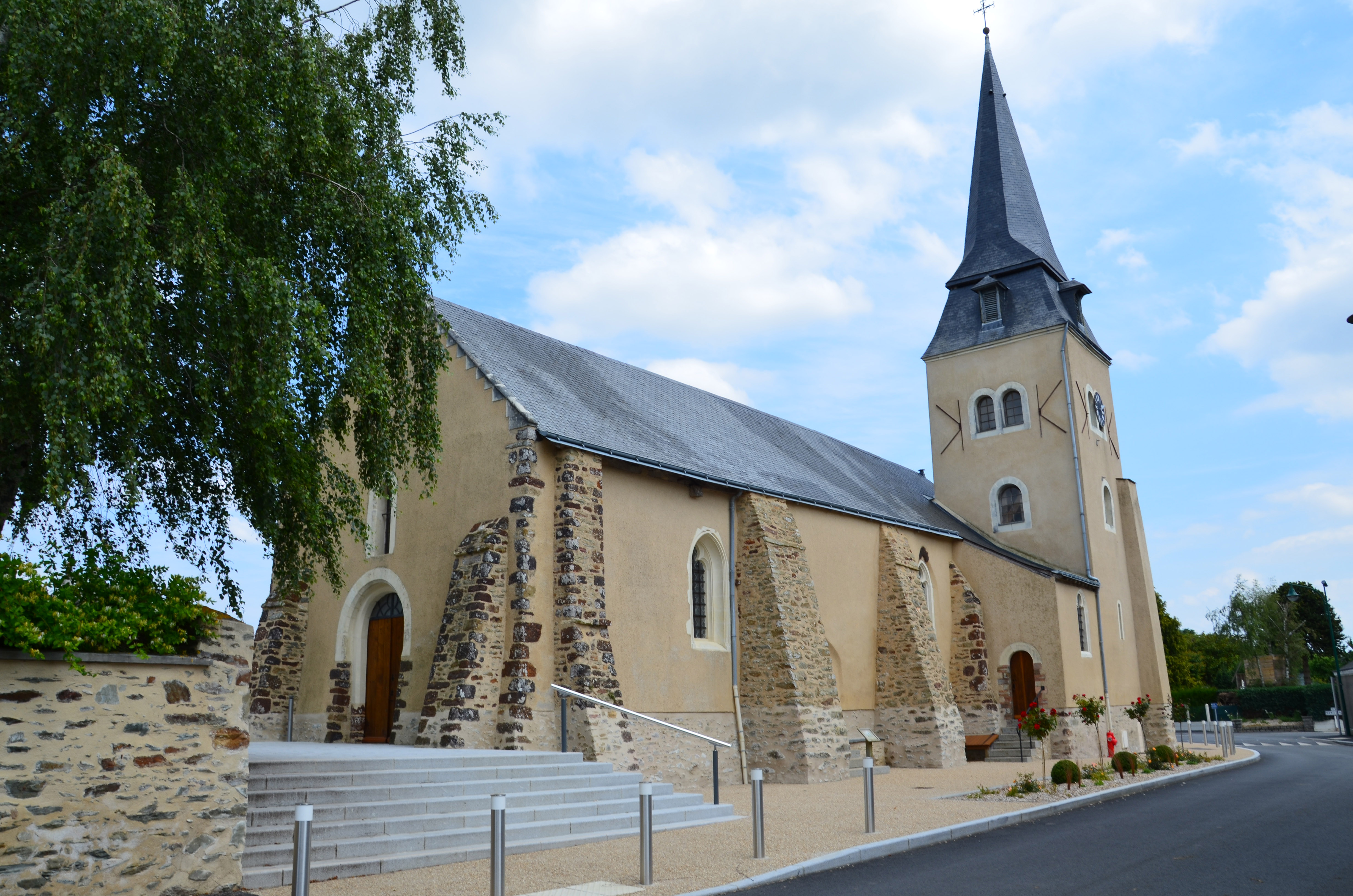
Saint-Fort, kerk